# Armand Lanoux
Armand Lanoux (n. 24 octombrie 1913, Paris, Île-de-France, Franța – d. 23 martie 1983, Champs-sur-Marne, Île-de-France, Franța) a fost un scriitor francez care a câștigat Premiul Goncourt în 1963 pentru romanul Quand la mer se retire.

## Biografie
Lanoux s-a născut la Paris. A avut mai multe slujbe la început: profesor, proiectant de cutii pentru dulciuri, angajat în bancă, pictor și jurnalist.
A devenit editor pentru editura Artheme Fayard (1950), editor al revistei À la page (1964), a condus comitetul pentru televiziunea franceză în 1958-1959 și a fost numit secretar general al Universității Internaționale de Radio și Televiziune. A fost membru al Asociației Franța-URSS. A participat la elaborarea Code des Usages.
A scris în mai multe genuri: roman, non-ficțiune, cronici, dramă, poezie.
Din 1957 până în 1964, a petrecut câteva luni pe an în Saint-Jean-Cap-Ferrat. În 1963, a câștigat Premiul Goncourt pentru romanul său „Quand la mer se retire”.
În 1970, a co-scris împreună cu Marcel Cravenne Lys dans la vallée, în regia lui Marcel Cravenne, după romanul lui Honoré de Balzac. În 1980, a adaptat romanul lui Balzac La Peau de chagrin pentru televiziune, în regia lui Michel Favart.
A murit la Champs-sur-Marne, la vârsta de 69 de ani.